# Абай (Шуський район)
Аба́й (каз. Абай) — село у складі Шуського району Жамбильської області Казахстану. Адміністративний центр та єдиний населений пункт Ондіріського сільського округу.
У радянські часи село називалось імені Абая.
Населення — 1520 осіб (2021; 1518 у 2009, 1668 у 1999, 1936 у 1989).